# جون دونكان (سياسي)
جون دونكان (بالإنجليزية: John James Duncan)‏ هو مسير أعمال وفلاح وسياسي أسترالي وبريطاني (وحمل سابقاً جنسية المملكة المتحدة لبريطانيا العظمى وأيرلندا)، ولد في 12 فبراير 1845 في المملكة المتحدة، وتوفي في 8 أكتوبر 1913 في أستراليا. حزبياً، نشط في National Defence League (Australia) ‏ (1891 – 1910) وLiberal Union (South Australia) ‏ (1910 – ).

## مناصب
- انتخب عضو مجلس النواب جنوب أستراليا من الجمعية عن دائرة Electoral district of Wooroora [الإنجليزية]‏ وقد انضم خلال فترته النيابية (23 أبريل 1884 – 22 أبريل 1890)  للكتلة البرلمانية مستقل.
- انتخب عضو مجلس النواب جنوب أستراليا من الجمعية عن دائرة Electoral district of Wallaroo [الإنجليزية]‏ وقد انضم خلال فترته النيابية (22 فبراير 1875 – 4 أبريل 1878)  للكتلة البرلمانية مستقل.
- انتخب عضو مجلس النواب جنوب أستراليا من الجمعية عن دائرة Electoral district of Port Adelaide [الإنجليزية]‏ وقد انضم خلال فترته النيابية (14 ديسمبر 1871 – 21 فبراير 1875)  للكتلة البرلمانية مستقل.
- انتخب عضو مجلس جنوب أستراليا التشريعي عن دائرة North-Eastern District (South Australian Legislative Council) [الإنجليزية]‏ وقد انضم خلال فترته النيابية (28 فبراير 1910 – 8 أكتوبر 1913)  للكتلة البرلمانية National Defence League (Australia) [الإنجليزية]‏.
- انتخب عضو مجلس جنوب أستراليا التشريعي عن دائرة North-Eastern District (South Australian Legislative Council) [الإنجليزية]‏ وقد انضم خلال فترته النيابية ( – 31 مارس 1902)  للكتلة البرلمانية National Defence League (Australia) [الإنجليزية]‏.
- انتخب عضو مجلس جنوب أستراليا التشريعي عن دائرة North-Eastern District (South Australian Legislative Council) [الإنجليزية]‏ وقد انضم خلال فترته النيابية (16 مايو 1891 – 18 ديسمبر 1896)  للكتلة البرلمانية National Defence League (Australia) [الإنجليزية]‏.